# Vicente Forastieri
Vicente Forastieri ( Argentina, 1898 - 1966 ) fue un actor de cine y radio.

## Filmografía
Actor
- La mujer del zapatero   (1965)
- El gordo Villanueva   (1964)
- El ángel de España   (1958)
- Procesado 1040   (1958) …Hombre de la billetera
- Uéi Paesano   (1953)
- Locuras, tiros y mambo   (1951)
- ¡Arriba el telón!   (1951)
- El hincha   (1951)
- Escuela de campeones    (1950)
- Yo no elegí mi vida   (1949) …Turco
- Alma de bohemio   (1949)
- Porteña de corazón   (1948)
- Navidad de los pobres   (1947) …García
- Tres millones... y el amor   (1946)
- El diablo andaba en los choclos   (1946)
- Son cartas de amor    (1943)
- La calle Corrientes   (1943)
- Mar  del Plata ida y vuelta   (1942)
- Ven... mi corazón te llama   (1942) …López
- Napoleón     (1941)
- Cándida millonaria    (1941)
- Ha entrado un ladrón   (1940) …Portero
- Casamiento en Buenos Aires   (1940)
- La luz de un fósforo   (1940)
- Oro entre barro   (1939)
- El sobretodo de Céspedes   (1939) …Empleado investigación
- La mujer y el jockey (Hipódromo)   (1939)
- Adiós Buenos Aires   (1938)
- La rubia del camino    (1938)
- La vuelta al nido   (1938)…Pedro
- La chismosa   (1938)
- Pampa y cielo   (1938)
- La muchacha del circo   (1937)
- La sangre de las guitarras   (Inédita) (1937)
- El cañonero de Giles    (1937)
- El conventillo de la Paloma    (1936)
- El caballo del pueblo   (1935) …Contreras
- Noches de Buenos Aires   (1935) …Hombre en tren
- Riachuelo      (1934)